# 30 Capricorni
30 Capricorni är en roterande variabel av Alfa2 Canum Venaticorum-typ (ACV) i stjärnbilden Stenbocken.
30 Capricorni har visuell magnitud +5,40 och varierar utan fastställd amplitud eller periodicitet. Den befinner sig på ett avstånd av ungefär 535 ljusår.